# Podział administracyjny Ontario
Ontario podzielone jest na trzy rodzaje jednostek administracyjnych:
- Miasta wydzielone – Single-tier municipalities – obejmują obszar większy niż normalne miasta, ale nie posiadają jednostek samorządowych niższego poziomu. Zazwyczaj miasta wydzielone to przeszłe regiony, które były zdominowane przez jedno główne miasto.
- Regiony – Regional Municipality – występują w gęsto zaludnionych i silnie zurbanizowanych obszarach południowego Ontario.
- Hrabstwa – County – występują w słabiej zurbanizowanych i rzadziej zaludnionych obszarach południowego Ontario.
- Okręgi – District – występują w słabo zurbanizowanych i bardzo rzadko zaludnionych obszarów północnego Ontario.

Ostatnie trzy mogą dzielić się na następujące jednostki samorządowe:
- Miasta – samorządy posiadające prawa miejskie. Większe miasta posiadają status City podczas gdy mniejsze na ogół status Town. Niektóre miasta będące częścią hrabstwa mogą mieć status miasta wydzielonego.
- Okręgi miejskie – Township obszary nie posiadające wyraźnego centrum, zwykle składające się z luźno z sobą związanych farm, innych jednostek gospodarczych i mieszkalnych. Posiadają takie same prawa samorządowe jak miasta (Town).
- Wsie – Village lub Hamlet – obszary rolnicze zawierające pewną liczbę farm, innych jednostek gospodarczych i mieszkalnych, w których możliwe jest wyróżnienie pewnego centrum.

Różnica pomiędzy wsią a okręgiem miejskim może zasadzać się na kryterium czysto historycznym.

## Miasta wydzielone
- Brant
- Brantford
- Chatham-Kent
- Greater Sudbury
- Haldimand
- Hamilton
- Kawartha Lakes
- Norfolk
- Ottawa
- Prince Edward
- Toronto

## Hrabstwa –Counties

### Hrabstwo Bruce–Bruce County
- County of Bruce
- Arran Elderslie
- Brockton
- Kincardine
- Northern Bruce Peninsula
- South Bruce
- Saugeen Shores
- South Bruce Peninsula
- Huron-Kinloss

### Hrabstwo Dufferin–Dufferin County
- Dufferin
- Mono
- Orangeville
- Shelburne
- Amaranth
- East Garafraxa
- East Luther Grand Valley
- Melancthon
- Mulmur

### Hrabstwo Elgin–Elgin County
- St Thomas
- Elgin
- Bayham
- Central Elgin
- Dutton/Dunwich
- West Elgin
- Aylmer
- Malahide
- Southwold

### Hrabstwo Essex–Essex County
- Windsor
- Essex
- Leamington
- Amherstburg
- Essex
- Kingsville
- Lakeshore
- LaSalle
- Tecumseh
- Pelee

### Hrabstwo Frontenac–Frontenac County
- Kingston
- Frontenac
- Central Frontenac
- Frontenac Islands
- North Frontenac
- South Frontenac

### Hrabstwo Grey–Grey County
- Owen Sound
- Grey
- Grey Highlands
- Meaford
- Hanover
- Blue Mountains
- Southgate
- Chatsworth
- Georgian Bluffs
- West Grey

### Hrabstwo Haliburton–Haliburton County
- Haliburton
- Highlands East
- Minden Hills
- lgonquin Highlands
- Dysart et al

### Hrabstwo Hastings–Hastings County
- Belleville
- Quinte West
- Hastings
- Centre Hastings
- Hastings Highlands
- Marmora and Lake
- Tweed
- Bancroft
- Deseronto
- Carlow/Mayo
- Faraday
- Limerick
- Madoc
- Stirling-Rawdon
- Tudor & Cashel
- Tyendinaga
- Wollaston

### Hrabstwo Huron–Huron County
- Huron
- Bluewater
- Central Huron
- Huron East
- Morris-Turnberry
- South Huron
- Goderich
- Ashfield-Colborne-Wawanosh
- Howick
- North Huron

### Hrabstwo Lambton–Lambton County
- Sarnia
- Lambton
- Shores
- Petrolia
- Brooke-Alvinston
- Dawn-Euphemia
- Enniskillen
- St. Clair
- Warwick
- Oil Springs
- Point Edward

### Hrabstwo Lanark–Lanark County
- Lanark
- Carleton Place
- Mississippi Mills
- Perth
- Smiths Falls
- Beckwith
- Drummond-North Elmsley
- Lanark Highlands
- Montague
- Tay Valley

### Hrabstwo Leeds and Grenville–Leeds and Grenville United Counties
- Brockville
- North Grenville
- Gananoque
- Prescott
- Athens
- Augusta
- Edwardsburgh/Cardinal
- Elizabethtown
- Front of Yonge
- Leeds & the Thousand Islands
- Rideau Lakes
- Merrickville-Wolford
- Westport

### Hrabstwo Lennox i Addington–Lennox and Addington County
- Lennox and Addington
- Napanee
- Addington Highlands
- Loyalist
- Stone Mills

### Hrabstwo Middlesex–Middlesex County
- London
- Middlesex
- North Middlesex
- Southwest Middlesex
- Thames Centre
- Strathroy – Caradoc
- Adelaide Metcalfe
- Lucan Biddulph
- Middlesex Centre
- Newbury

### Hrabstwo Northumberland–Northumberland County
- Brighton
- Port Hope
- Trent Hills
- Northumberland
- Cobourg
- Alnwick/Haldimand
- Cramahe
- Hamilton

### Hrabstwo Oxford–Oxford County
- Woodstock
- Oxford
- Ingersoll
- Tillsonburg
- Blandford Blenheim
- East Zorra-Tavistock
- Norwich
- South-West Oxford
- Zorra

### Hrabstwo Perth–Perth County
- City of Stratford
- West Perth
- Perth
- North Perth
- St. Mary’s
- Perth East
- Perth South

### Hrabstwo Peterborough–Peterborough County
- Peterborough
- Asphodel-Norwood
- Cavan-Millbrook-North Monaghan
- Douro-Dummer
- Galway-Cavendish-Harvey
- Havelock-Belmont-Methuen
- North Kawartha
- Otonabee-South Monaghan
- Smith-Ennismore-Lakefield

### Hrabstwo Prescott i Russel–Prescott and Russell United Counties
- Clarence-Rockland
- Casselman
- the Nation
- Hawkesbury
- Alfred & Plantagenet
- Champlain
- East Hawkesbury
- Russell

### Hrabstwo Renfrew–Renfrew County
- Pembroke
- Renfrew
- Arnprior
- Deep River
- Laurentian Hills
- Petawawa
- Admaston-Bromley
- Bonnechere Valley
- Brudenell, Lyndoch and Raglan
- Greater Madawaska
- Head, Clara & Maria
- Horton
- Township of Killaloe, Hagarty & Richards
- Laurentian Valley
- Madawaska Valley
- McNab-Braeside
- North Algona-Wilberforce
- Whitewater Region

### Hrabstwo Simcoe–Simcoe County
- City of Barrie
- Orillia
- Simcoe
- Bradford West Gwillimbury
- Collingwood
- Innisfil
- Midland
- New Tecumseth
- Penetanguishene
- Wasaga Beach
- Adjala-Tosorontio
- Clearview
- Essa
- Oro-Medonte
- Ramara
- Severn
- Springwater
- Tay
- Tiny

### Hrabstwo Stormont, Dundas and Glengarry–Stormont, Dundas and Glengarry United Counties
- Cornwall
- Stormont, Dundas and Glengarry
- North Dundas
- North Glengarry
- North Stormont
- South Dundas
- South Glengarry
- South Stormont

### Hrabstwo Wellington–Wellington County
- Guelph
- Erin
- Minto
- Centre Wellington
- Guelph-Eramosa
- Mapleton
- Puslinch
- Wellington North
- Wellington

## Dystrykty –Districts

### Dystrykt Algoma–Algoma District
- Algoma
- Elliot Lake
- Sault Ste Marie
- Huron Shores
- Blind River
- Bruce Mines
- Thessalon
- Dubreuilville
- Hilton
- Hornepayne
- Jocelyn
- Johnson
- Laird
- Macdonald, Meredith & Aberdeen Add'l
- Michipicoten
- Plummer Additional
- Prince
- Shedden
- St. Joseph
- Tarbutt & Tarbutt Additional
- The North Shore
- White River
- Hilton Beach

### Dystrykt Cochrane–Cochrane District
- Timmins
- Cochrane
- Hearst
- Iroquois Falls
- Kapuskasing
- Moosonee
- Smooth Rock Falls
- Black River Matheson
- Fauquier-Strickland
- Mattice-Val Cote
- Moonbeam
- Opasatika
- Val Rita-Harty

### Dystrykt Kenora–Kenora District
- Dryden
- Kenora
- Red Lake
- Sioux Lookout
- Ear Falls
- Ignace
- Machin
- Pickle Lake
- Sioux Narrows

### Dystrykt Manitoulin–Manitoulin District
- Manitoulin
- Billings
- Gore Bay
- Northeastern Manitoulin and The Islands
- Assiginack
- Barrie Island
- Burpee & Mills
- Central Manitoulin
- Cockburn Island
- Gordon
- Tehkummah

### Dystrykt Muskoka–Muskoka District
- Muskoka
- Bracebridge
- Gravenhurst
- Huntsville
- Georgian Bay
- Lake of Bays
- Muskoka Lakes

### Dystrykt Nipissing–Nipissing District
- North Bay
- Temagami
- West Nipissing
- Mattawa
- Bonfield
- Calvin
- Chisholm
- East Ferris
- Mattawan
- Papineau-Cameron
- South Algonquin

### Dystrykt Parry Sound–Parry Sound District
- Callander
- Magnetawan
- Powassan
- Whitestone*
- Kearney
- Parry Sound
- Armour
- Carling
- Joly
- McDougall
- McKellar
- McMurrich/Monteith
- Nipissing
- Perry
- Ryerson
- Seguin
- Strong
- The Archipelago
- Burk's Falls
- South River
- Sundridge

### Dystrykt Rainy River–Rainy River District
- Rainy River
- Fort Frances
- Rainy River
- Alberton
- Atikokan
- Chapple
- Dawson
- Emo
- La Vallee
- Lake of the Woods
- Morley

### Dystrykt Sudbury–Sudbury District
- French River
- Killarney
- Markstay-Warren
- St. Charles
- Espanola
- Baldwin
- Chapleau
- Nairn & Hyman
- Sables Spanish Rivers

### Dystrykt Thunder Bay–Thunder Bay District
- Thunder Bay
- Greenstone
- Neebing
- Oliver Paipoonge
- Marathon
- Conmee
- Dorion
- Gillies
- Manitouwadge
- Nipigon
- O’Connor
- Red Rock
- Schreiber
- Shuniah
- Terrace Bay

### Dystrykt Timiskaming–Timiskaming District
- Charlton and Dack
- Cobalt
- Englehart
- Haileybury
- Kirkland Lake
- Latchford
- New Liskeard
- Armstrong
- Brethour
- Casey
- Chamberlain
- Coleman
- Dymond
- Evanturel
- Gauthier
- Harley
- Harris
- Hilliard
- Hudson
- James
- Kerns
- Larder Lake
- Matachewan
- McGarry
- Thornloe

## Regiony –Regions

### Region Durham–Regional Municipality of Durham
- Oshawa
- Pickering
- Durham
- Clarington
- Ajax
- Whitby
- Brock
- Scugog
- Uxbridge

### Region Halton–Regional Municipality of Halton
- Burlington
- Halton
- Halton Hills
- Milton
- Oakville

### Region Niagara–Regional Municipality of Niagara
- Niagara Falls
- Port Colborne
- St. Catharines
- Thorold
- Welland
- Niagara
- Fort Erie
- Grimsby
- Lincoln
- Niagara-on-the-Lake
- Pelham
- Wainfleet
- West Lincoln

### Region Peel–Regional Municipality of Peel
- Brampton
- Mississauga
- Peel
- Caledon

### Region Waterloo–Regional Municipality of Waterloo
- Cambridge
- Kitchener
- Waterloo
- North Dumfries
- Wellesley
- Wilmot
- Woolwich
- Waterloo

### Region York–Regional Municipality of York
- Vaughan
- Aurora
- East Gwillimbury
- Georgina
- Markham
- Newmarket
- Richmond Hill
- Whitchurch-Stouffville
- King
- York

## Alfabetyczna lista miast i jednostek samorządowych wOntario

### A
- Ardarkland
- Acton
- Ailsa Craig
- Ajax
- Aldershot
- Alexandria
- Alfred
- Alliston
- Almonte
- Alvinston
- Amherstburg
- Amherstview
- Armstrong
- Arnprior
- Ancaster
- Angus
- Apsley
- Arthur
- Athens
- Atikokan
- Atwood
- Aurora
- Aylmer
- Ayr

### B
- Baden
- Bancroft
- Barrie
- Barriefield
- Barry's Bay
- Bath
- Bathurst
- Bayfield
- Beachburg
- Beachville
- Beamsville
- Beardmore
- Beaverton
- Belle River
- Belleville
- Belmont
- Big Trout Lake
- Blackburn Hamlet
- Blenheim
- Blind River
- Bloomfield
- Blossom Park
- Blyth
- Bobcaygeon
- Bolton
- Bonfield
- Bothwell
- Bourget
- Bowmanville
- Bracebridge
- Brampton
- Brantford
- Brechin
- Bridgenorth
- Brighton
- Brights Grove
- Brockville
- Bruce Mines
- Brussels
- Burford
- Burk's Falls
- Burlington

### C
- Cache Bay
- Calabogie
- Caledon
- Caledonia
- Callander
- Calumet
- Cambridge
- Campbellford
- Cannington
- Capreol
- Caramat
- Cardinal
- Carleton Place
- Casselman
- Cayuga
- Chalk River
- Chapleau
- Chatham
- Chesley
- Chesterville
- Clarington
- Clifford
- Clinton
- Cobalt
- Cobden
- Cobourg
- Cochrane
- Colborne
- Colchester
- Coldwater
- Collingwood
- Collins Bay
- Comber
- Coniston
- Cookstown
- Copper Cliff
- Cornwall
- Corunna
- Courtland
- Craigleith
- Creemore
- Crystal Beach

### D
- Deep River
- Delhi
- Deseronto
- Dorchester
- Dorion
- Drayton
- Dresde
- Dryden
- Dundalk
- Dundas
- Dunnville
- Durham
- Dutton

### E
- Eganville
- Elliot Lake
- Elmira
- Elmvale
- Elora
- Embro
- Embrun
- Emo
- Englehart
- English River
- Enniskillen
- Erin
- Espanola
- Essex
- Etob
- Exeter

### F
- Fenelon Falls
- Fergus
- Fonthill
- Forest
- Fort Erie
- Fort Frances
- Fort Severn
- Frankford

### G
- Gananoque
- Georgetown
- Geraldton
- Glencoe
- Goderich
- Gore Bay
- Grafton
- Grand Bend
- Grand Valley
- Gravenhurst
- Grimsby
- Guelph

### H
- Haileybury
- Haliburton
- Hamilton
- Hanover
- Harriston
- Harrow
- Harrowsmith
- Hastings
- Havelock
- Hawkesbury
- Hearst
- Hensall
- Hillsburgh
- Hornepayne
- Huntsville
- Hurkett

### I
- Ignace
- Ingersoll
- Ingleside
- Iroquois
- Iroquois Falls
- Iron Bridge

### J
- Jellicoe

### K
- Kanata
- Kapuskasing
- Keewatin
- Kemptville
- Kenora
- Keswick
- Kettle Point
- Killaloe Station
- Killarney
- Kincardine
- Kingston
- Kingsville
- Kirkland Lake
- Kitchener

### L
- L'Original
- Lasalle
- Lakefield
- Lambeth
- Lanark
- Lancaster
- Lansdowne
- Leamington
- Leith
- Limoges
- Lindsay
- Listowel
- Little Current
- London
- Long Sault
- Long Lake
- Longlac
- Lucan
- Lucknow

### M
- Macdiarmid
- Madoc
- Malton
- Manitouwadge
- Manotik
- Marathon
- Markdale
- Markham
- Marmora
- Marrysville
- Massey
- Mattawa
- Maxville
- Meaford
- Merlin
- Merrickville
- Metcalfe
- Midland
- Mildmay
- Millbrook
- Milton
- Milverton
- Minden
- Mississauga
- Mitchell
- Moose Factory
- Moosonee
- Morrisburg
- Mount Albert
- Mount Brydges
- Mount Forest
- Mount Pleasant
- Murillo

### N
- Naikina
- Nanticoke
- Napanee
- Nepean
- New Dundee
- New Hamburg
- New Liskeard
- Newburgh
- Newmarket
- Niagara Falls
- Niagara-on-the-Lake
- Nipigon
- Nobleton
- North Bay
- North Gower
- Norwich
- Norwood

### O
- Oakville
- Odessa
- Oil Springs
- Omemee
- Orangeville
- Orillia
- Orleans
- Osgoode
- Oshawa
- Ottawa
- Otterville
- Owen Sound

### P
- Paisley
- Palmerston
- Paris
- Parkhill
- Parry Sound
- Pass Lake
- Peawanuck
- Pembroke
- Penetanguishene
- Perth
- Petawawa
- Peterborough
- Petrolia
- Pickering
- Pickle Lake
- Picton
- Plantagenet
- Port Burwell
- Port Carling
- Port Colborne
- Port Credit
- Port Edward
- Port Elgin
- Port Hope
- Port McNicoll
- Port Perry
- Port Rowan
- Port Stanley
- Powassan
- Prescott
- Preston

### R
- Rainy River
- Red Rock
- Red Lake
- Renfrew
- Richmond
- Richmond Hill
- Ridgetown
- Ripley
- Rockcliffe Park
- Rockland
- Rockwood
- Rodney
- Rossport
- Russell

### S
- Sandy Lake
- Sarnia
- Sauble Beach
- Sault Ste. Marie
- Schreiber
- Seaforth
- Shakespeare
- Sharon
- Shebandowan
- Shelburne
- Simcoe
- Sioux Lookout
- Smiths Falls
- Smithville
- Smooth Rock Falls
- South River
- Southampton
- Spanish
- St. Catharines
- St. Clements
- St. Eugene
- St. George
- St. Jacobs
- St. Mary’s
- St. Thomas
- Stayner
- Stirling
- Stoney Creek
- Stoney Point
- Stratford
- Strathroy
- Streetsville
- Sturgeon Falls
- Sudbury
- Sunderland
- Sundridge
- Sutton
- Sydenham

### T
- Tara
- Tavistock
- Tecumseh
- Teeswater
- Terrace Bay
- Thamesford
- Thamesville
- Thedford
- Thessalon
- Thornbury
- Thornhill
- Thorold
- Thunder Bay
- Tilbury
- Tillsonburg
- Timmins
- Toronto
- Trenton
- Tweed

### U
- Upsala
- Uxbridge

### V
- Vanier
- Vankleek Hill
- Vaughan
- Verner
- Vermilion Bay

### W
- Wabigoon
- Walkerton
- Wallaceburg
- Wasaga Beach
- Waterdown
- Waterloo
- Watford
- Waubaushene
- Wawa
- Welland
- Wellesley
- Wellington
- West Lorne
- Westport
- Wheatley
- Whitby
- Whitechurch Stouffville
- White River
- Whitney
- Wiarton
- Williamstown
- Winchester
- Windsor
- Wingham
- Winona
- Woodstock
- Woodville
- Wyoming

### Y
- Yarker
- York
- Youngs Point

### Z
- Zephyr
- Zurich